# Amblycerus cuernavacensis
Amblycerus cuernavacensis là một loài bọ cánh cứng trong họ Bruchidae. Loài này được Romero, Johnson & Kingsolver miêu tả khoa học năm 1996.